# Ferrière-Larçon
Ferrière-Larçon é uma comuna francesa na região administrativa do Centro, no departamento Indre-et-Loire. Estende-se por uma área de 20,86 km². Em 2010 a comuna tinha 249 habitantes (densidade: 11,9 hab./km²).